# Abteiberg 7 (Mönchengladbach)

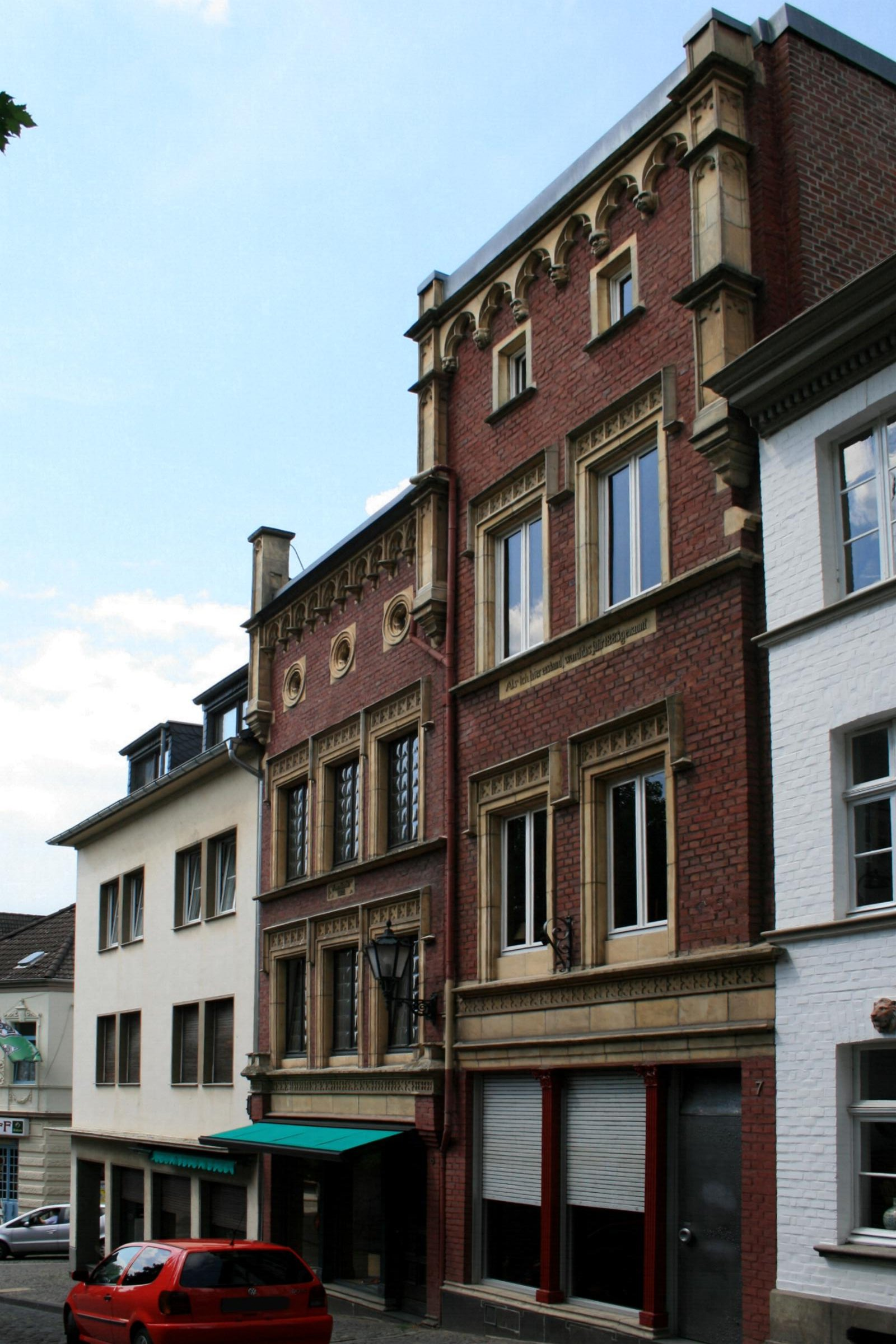
Wohn- und Geschäftshaus Abteiberg 7 (2010)

Das Wohn- und Geschäftshaus Abteiberg 7 steht im Stadtteil Gladbach der Stadt Mönchengladbach in Nordrhein-Westfalen. Es wurde 1883 erbaut. Das Haus ist unter Nr. A 014 am 10. Dezember 1985 in die Denkmalliste der Stadt Mönchengladbach eingetragen worden.

## Lage
Die Straße Abteiberg ist ein vom Alten Markt zum Geroweiher herabführender Straßenzug. Das Gebäude steht gegenüber der Stützmauer, die den Abteiberg im Westen begrenzt, im noch intakten Restbereich der Altstadt.

## Architektur
Es handelt sich um ein dreieinhalbgeschossiges Backsteinhaus von zwei Achsen mit flachem Dach im noch intakten Restbereich der Altstadt. Es weist eine unverputzte Schauseite in gotisierender Werksteingliederung auf. Die Fensteröffnungen sind scheitgerecht mit profiliertem Gewände überdeckt, durch Sohlgesimse verbunden und durch aufgekröpfte Verdachungsgesimse und rosettengeschmückte Friesfelder bekrönt. 
Im Erdgeschoss trifft man über die ganze Hausbreite einen originalen Ladeneinbau an, einen niedriger Putzsockel, quadratische Gusseisenstücke, einen architravierten Sturzbalken, einen hohen Fries, darüber ein ornamentiertes Friesband, das zum Sohlgesims des 1. Geschosses vermittelt. Im 2. Geschoss befindet sich eine Schrifttafel mit der Angabe des Baujahres. Das obere Halbgeschoss bietet zwei Fensterschlitze, die horizontal durch einen Spitzbogenfries, ein Gesims, eine niedrige Attika und quadratische Eckfialen abgeschlossen sind, die linksseitig mit dem Nachbarhaus zusammenfallen. Die Fialaufsätze sind verloren. Die Fenster sind zweiflügelig ohne Oberlicht erneuert und aus Holz, im Ladeneinbau aus Metall, die Eingangstür ist modern gestaltet.